# Liste des évêques et archevêques de Salerne
L' Archidiocèse de Salerne-Campagna-Acerno est un archidiocèse italien de l'Église catholique romaine en  Campanie, créé en 1986. L' archidiocèse historique de Salerne existe depuis le VIe siècle comme diocèse et est promu en archidiocèse au Xe siècle. Le diocèse d'Acerno est joint à l'archidiocèse en 1818.

## Évêques de Salerne
- Saint Bonosio †
- Saint Grammazio † (? - 490)
- Saint Vero †
- Saint Valentiniano †
- Gaudenzio † (499 - ?)
- Saint Asterio † (536 - 555)
- Gaudioso † (640 - ?)
- Luminoso † (649 - ?)
- Zaccaria †
- Colombo †
- Lupo †
- Renovato †
- Benoît I †
- Talarico †
- Andemario †
- Rodoperto † (774 - 788)
- Rodoaldo †
- Pierre Ier †
- Ractolo †
- Mainaldo †
- Teupo †
- Aion † (841 - 842)
- Landemario † (842 - 843)
- Bernald † (843 - 855)
- Pierre II † (855 - 861)
- Rachenald † (862 - 872)
- Pierre III † (874 - 888)
- Pierre IV † (917 - 918)
- Jean Ier † (918 - ?)
- Pierre V † (936 - 949)
- Bernard † (954 - ?)
- Pierre VI † (958 - 974)
- Jean II † (977 - 982)

## Archevêques de Salerne
- Amatus ou Aimé Ier † (982 - 993)
- Dauferio † (993)
- Grimoald † (994 - 26 mai 1011)
- Michel † (1012 - 29 mai 1015)
- Benoît II † (1016 - 7 juin 1019)
- Aimé II † (27 décembre 1019 - 12 juin 1031)
- Aimé III † (mars 1032 - 1046)
- Jean III † (18 février 1047 - 1058)
- Alfan Ier † (15 mars 1058 - 9 octobre 1085)
- Alfan II † (1085 - 29 août 1121)
- Romualdo Ier Guarna † (15 septembre 1121 - 21 mai 1136)
- Guillaume de Ravenne † (1137 - 7 juillet 1152)
- Romualdo II Guarna † (1153 - 1er avril 1181)
- Niccolò d'Ajello † (1181 - 10 février 1221)
- Cesario d'Alagno † (1221 - 31 août 1263)
- Matteo della Porta † (17 novembre 1263 - 25 décembre 1272)
- Filippo Capuano † (7 mars 1286 - 1298)
- Guglielmo de Godonio † (3 octobre 1298 - 1305)
- Guido de Collemedio † (22 janvier 1306 - mai 1306)
- Berardo di Ponte † (4 juin 1306 - 1309)
- Isarno Morlane (de) † (12 juin 1310 - septembre 1310)
- Roberto Arcofate de Malovicino † (14 octobre 1310 - 6 août 1313)
- Onofrio † (6 août 1313 - 1320)
- Bertrand de la Tour † (3 septembre 1320 - décembre 1320)
- Arnaldo Royard † (30 avril 1321 - 27 juin 1330)
- Orso Minutolo † (1330 - 3 décembre 1333)
- Benedetto de Palmiero † (18 février 1334 - 1347)
- Ruggero Sanseverino † (23 mai 1347 - juillet 1348)
- Bertrando di Castronovo † (1349 - 8 janvier 1364)
- Guglielmo Sanseverino † (15 janvier 1364 - 24 novembre 1378)
- Guglielmo de Altavilla † (décembre 1378 - 23 juillet 1389)
  - Giovanni Acquaviva † (décembre 1378 - 1382)
  - Robert † (1382) (antipape  Clément VII)
- Ligorio Maiorino, O.S.B. † (7 août 1394 - février 1400)
- Bartolomeo d'Aprano † (7 mars 1400 - 9 septembre 1414)
- Nicola Piscicelli I, O.Cist. † (21 février 1415 - janvier 1440)
- Barnaba Orsini † (8 mars 1440 - mars 1449)
- Nicola Piscicelli II † (21 avril 1449 - avril 1471)
- Pedro Guillermo de Rocha † (30 août 1471 - 18 octobre 1482)
  - Giovanni d'Aragona † (15 janvier 1483 - 17 octobre 1485) (administrateur  apostolique)
- Ottaviano Bentivoglio † (10 mai 1486 - juin 1500)
- Juan de Vera † (10 juillet 1500 - 4 mai 1507)
- Federico Fregóso  † (5 mai 1507 - janvier 1533)
  - Niccolò Ridolfi † (7 février 1533 - 24 novembre 1548) (administrateur apostolique)
- Rodolfo Pio† (1540)?
- Luis de Torres † (19 décembre 1548 - 13 août 1553)
- Girolamo Seripando, O.E.S.A. † (30 mars 1554 - 16 avril 1563)
- Gaspar Cervantes de Gaete † (1er mars 1564 - 23 juillet 1568)
- Marco Antonio Colonna † (13 octobre 1568 - 13 octobre 1574)
- Marco Antonio Marsilio Colonna † (13 octobre 1574 - 24 avril 1589)
- Mario Bolognini † (7 janvier 1591 - 24 février 1605)
- Juan Beltrán Guevara y Figueroa † (4 décembre 1606 - 28 novembre 1611)
- Lucio Sanseverino † (19 novembre 1612 - 25 décembre 1623)
- Gabriel Trejo y Paniagua † (9 juin 1625 - 28 avril 1627)
- Giulio Savelli † (28 janvier 1630 - 15 septembre 1642)
- Fabrizio Savelli † (15 septembre 1642 - 1er avril 1658)
- Giovanni de Torres † (1er avril 1658 - septembre 1662)
- Gregorio Carafa, C.R. † (27 mai 1664 - 23 février 1675)
- Alfonso Álvarez Barba Ossorio, O.C.D. † (4 août 1675 - 28 octobre 1688)
- Gerolamo Passarelli † (14 novembre 1689 - 14 novembre 1690)
- Marco de Ostos, O. de M. † (25 juin 1692 - 19 novembre 1695)
- Bonaventura Poerio, O.F.M.Obs. † (8 novembre 1697 - 18 novembre 1722)
- Pablo Vilana Perlas † (12 mai 1723 - 7 mai 1729)
- Fabrizio de Capua † (11 décembre 1730 - 1er mars 1738)
- Casimiro Rossi † (3 mai 1738 - 27 décembre 1758)
- Isidoro Sánchez de Luna, O.S.B.Cas. † (28 mai 1759 - 14 mai 1783)
- Giulio Pignatelli, O.S.B.Cas. † (25 juin 1784 - 26 août 1796)
- Salvatore Spinelli † (18 décembre 1796 - 8 janvier  1805)
- Fortunato Pinto † (27 mai 1805 - 20 novembre 1825)
- Camillo Alleva † (18 décembre 1825 - 30 octobre 1829)
- Michelangelo Lupoli † (30 décembre 1831 - 28 juillet 1834)
- Marino Paglia † (6 avril 1835 - 5 septembre 1857)
- Antonio Salomone † (21 décembre 1857 - 11 mars 1872)
- Domenico Guadalupi † (6 mai 1872 - mars 1877
- Valerio Laspro † (20 mars 1877 - 1914
- Carlo Gregorio Maria Grasso † (7 avril 1915 - 1929
- Nicola Monterisi † (5 octobre 1929 - 1944
- Demetrio Moscato † (22 janvier 1945 - 22 octobre 1968)
- Gaetano Pollio † (5 février 1969 - 20 octobre 1984)
- Guerino Grimaldi † (20 octobre 1984  - 12 avril 1992)
- Gerardo Pierro † (25 mai 1992 - 10 juin 2010)
- Luigi Moretti (it) (10 juin 2010 -  4 mai 2019)
- Andrea Bellandi (it), depuis le 4 mai 2019